# Kiribatische Beachhandball-Nationalmannschaft der Frauen
Die kiribatische Beachhandball-Nationalmannschaft der Frauen repräsentiert die Kiribati Handball Federation als Auswahlmannschaft auf internationaler Ebene bei Länderspielen im Beachhandball gegen Mannschaften anderer nationaler Verbände.
Das männliche Pendant ist die Kiribatische Beachhandball-Nationalmannschaft der Männer.

## Geschichte
Handball hat in Ozeanien keine große Tradition, abgesehen von den beiden größeren Nationen Australien und Neuseeland wird er vor allem noch in kulturell französisch beeinflussten Regionen wie Neukaledonien gespielt. Somit brauchte Beachhandball in der Region einige Zeit um überhaupt bekannt zu werden, obwohl die Natur des Sports als Strandsport eigentlich prädestiniert für eine Verbreitung auf den vielen Inseln ist. Die Entwicklung des Sports verläuft vergleichsweise schnell, seit 2017 bestehen Nachwuchsnationalteams und im Juni des Jahres fand auf der Insel ein erstes internationales Turnier statt, dessen Frauenwettbewerb von der Mannschaft Amerikanisch-Samoas gewonnen wurde. Die erstmals 2013 ins Leben gerufenen Ozeanienmeisterschaften wurden zunächst nur zwischen Australien und Neuseeland ausgetragen. Erst bei der dritten Austragung 2018 kam Amerikanisch-Samoa hinzu, 2019 gaben schließlich die Cookinseln und Kiribati hier ihr internationales Debüt und belegten den fünften und damit letzten Platz. Weitere internationale Turniere fanden seitdem aufgrund der COVID-19-Pandemie nicht statt.

## Teilnahmen
| World Games - 2001: nicht eingeladen - 2005: nicht eingeladen - 2009: nicht eingeladen - 2013: nicht qualifiziert - 2017: nicht qualifiziert - 2022: nicht qualifiziert World Beach Games - 2019: nicht qualifiziert - 2023: | Weltmeisterschaften - 2004: keine Teilnahme - 2006: keine Teilnahme - 2008: keine Teilnahme - 2010: keine Teilnahme - 2012: keine Teilnahme - 2014: keine Teilnahme - 2016: keine Teilnahme - 2018: keine Teilnahme - 2020: nicht qualifiziert - 2022: nicht qualifiziert | Ozeanienmeisterschaften - 2013: keine Teilnahme - 2016: keine Teilnahme - 2018: keine Teilnahme - 2019: 5. - 2020: ausgefallen - 2022: keine Teilnahme - 2023: keine Teilnahme |